# Kowsar
Kowsar (перс. کوثر‎, "молния") — истребитель четвертого поколения производства Ирана.
Иран начал производство реактивных истребителей четвертого поколения Kowsar. Этот самолет целиком разработан в Иране.
Впервые представлен в августе 2018 года. Истребитель оснащен баллистическим компьютером и многоцелевым радаром.
Производственную линию Kowsar в Иранской самолётостроительной промышленной компании в субботу, 3 ноября 2018 года, запустили командующий иранской армией Абдулрахим Мусави и министр обороны Ирана Амир Хатами.
Иран планирует поставлять истребители Kowsar ВВС Сирии.
Kowsar разработан для поддержки армейских подразделений в коротких вылетах.
Истребитель будет выпускаться в одно- и двухместных версиях.

## Оценки
По мнению западных авиационных аналитиков истребитель Kowsar малоэффективен в качестве оружия в современной войне, но как учебный самолет имеет определенный положительный потенциал.
Kowsar является продвинутой копией американского многоцелевого истребителя Northrop F-5, который был разработан еще в конце 50-х годов прошлого века.